# Света Богородица (Агия Варвара)
„Света Богородица“ (на гръцки: Παναγίας Παλιάς Γέφυρας) е късносредновековна православна църква в берското село Агия Варвара, Егейска Македония, Гърция.
Храмът е католикон на манастир и е разположен в местността Стар мост (Палия Гефира). Представлява еднокорабна църква с двускатен покрив. В храма има ценни стенописи от 1570 година. Църквата е обявена за исторически паметник на 25 юли 1985 година.